# Lycoperdina succincta
Lycoperdina succincta – gatunek chrząszcza z rodziny wygłodkowatych i podrodziny Lycoperdininae.
Gatunek ten opisany został po raz pierwszy w 1767 roku przez Karola Linneusza jako Silpha succincta.
Chrząszcz o ciele długości od 4 do 4,5 mm. Ubarwiony rdzawoczerwono z zapiersiem i odwłokiem czarnymi lub brunatnymi, a pokrywami rdzawoczerwonymi z czarną przepaską, która zwykle jest szeroka, ale może zajmować prawie całą powierzchnię pokryw lub być zredukowana do czarnych plamek. Niekiedy zaczerniony może być też wierzch przedplecza. Czułki mają słabo zaznaczone buławki, przy czym ich ostatni człon jest większy niż poprzedni. Długość trzeciego członu czułków nie przekracza dwukrotności jego szerokości. Wewnętrzna krawędź żuwaczki zaopatrzona jest w drobny ząbek. Punktowanie głowy, przedplecza i pokryw jest skąpe i delikatne, zaś na tarczce punktów brak zupełnie. Przedplecze jest prawie tak szerokie jak długie, sercowate w zarysie, wyraźnie zwężone ku tyłowi, o dobrze zaznaczonych bruzdach bocznych i nasadowej, na przedniej krawędzi zaopatrzone w błonę strydulacyjną. Na powierzchni przedplecza oprócz punktów występuje siateczkowata mikrorzeźba. Bardzo wąskie przedpiersie nie sięga za panewki bioder przedniej pary. Pokrywy są owalne, porośnięte delikatnym omszeniem, o delikatnej, z przodu często zanikłej bruździe przyszwowej. U samca golenie odnóży przedniej pary zaopatrzone są w duży ząb na brzegu wewnętrznym, a te odnóży środkowej i tylnej pary mają wierzchołki zagięte dośrodkowo.
Owad mykofagiczny. Larwy rozwijają się w dojrzałych owocnikach purchawkowatych z rodzaju Lycoperdon oraz kurzawce czerniejącej. Owady dorosłe spotyka się przez cały rok w hubach na starych drzewach, pod korą i w zmurszałym drewnie. 
Gatunek  palearktyczny, znany z Austrii, Chorwacji, Czech, Danii, Estonii, Finlandii, Hiszpanii, Holandii, Litwy, Łotwy, Niemiec, Polski, Rumunii, Słowacji, Szwecji, Węgier, Wielkiej Brytanii i Włoch. Występuje od nizin po niższe położenia górskie. W Polsce rzadki.